# Den lilla sjöjungfrun (TV-serie)
Den lilla sjöjungfrun (engelska: The Little Mermaid) är en tecknad tv-serie från Walt Disney Television, ursprungligen sänd i CBS 11 september-26 november 1994, med totalt 31 avsnitt. Serien följer sjöjungfrun Ariel från Disneyklassikern Den lilla sjöjungfrun från 1989, och hennes vänners och familjs äventyr i havsdjupet. Ytterligare en långfilm, Den lilla sjöjungfrun II – Havets hemlighet släpptes direkt till video år 2000.

## Den lilla sjöjungfrun i Sverige
Samtliga avsnitt visades i SVT mellan 22 maj 1995 och 5 oktober 1996. Sedan dess har de flesta avsnitt repriserats under 1999, 2006, 2011 och 2015., även på TV3, Disney Channel och Toon Disney har repriserna visats. Majoriteten av avsnitten utgavs även på VHS.
Ingen av de svenska röstskådespelarna från originalfilmen repriserade sina roller i denna TV-serie eftersom de inte längre var godkända av Disney. Däremot medverkade Samuel Elers-Svensson i den svenska dubbningen av TV-serien, fast som Urchin den här gången istället för Blunder.

## Rollfigurer

### Ordinarie figurer
- Ariel (Ariel) - Sjöjungfru och seriens huvudperson. Väldigt orädd och nyfiken av sig, särskilt när det gäller människosaker. Spelades av Johanna Ljungberg i Sverige med sångröst av Helene Lundström.
- Blunder (Flounder) - Fisk av okänd art och Ariels bästa vän som är ganska rädd av sig. Följer ofta motvilligt med på Ariels äventyr. Spelades av Johan Halldén i Sverige.
- Sebastian (Sebastian) - Krabba och kung Tritons närmsta rådgivare. Slits ofta mellan att vara lojal mot kungen och att inte skvallra på Ariel när hon trotsar sin far. Spelades av Anders Öjebo i Sverige.
- Triton (Triton) - Kung över Atlantica och Ariels far. Kan ofta förefalla vara alltför hård och sträng, men är innerst inne en god far. Spelades av Ingemar Carlehed i Sverige.
- Urchin (Urchin) - En föräldrarlös havspojke som blir vän med Ariel, Blunder och Sebastian. Spelades av Samuel Elers-Svensson i Sverige.
- Arista (Arista) - En av Ariels äldre systrar. Spelades av Hanna Storm-Nielsen i Sverige.
- Måsart (Scuttle) - Excentrisk fiskmås och självutnämnd expert på människosaker. Spelades av Roger Storm i Sverige.
- Dudley (Dudley) - En gammal sköldpadda och nära vän till Triton. Spelades av Jan Modin i Sverige.
- Eric (Eric) - Prinsen som sedermera gifter sig med Ariel medverkar bara i ett fåtal avsnitt av serien med väldigt liten roll. Spelades av Anders Öjebo i Sverige.
- Grimsby (Grimsby) - Prins Erics lojala förmyndare och tillitsfulla rådgivare. Spelades av Gunnar Uddén i Sverige.

### Återkommande skurkar
- Ursula (Ursula) - Sjöhäxa, huvudskurken från den första filmen, som medverkar i ett par avsnitt där hon ställer till besvär för Ariel och hennes vänner. Spelades av Christel Körner i Sverige med sångröst av Meta Roos.
- Snoken och Kroken (Flotsam and Jetsam) - Liksom Ursula dyker även hennes två muränor upp i serien. De tycks dock ha avsaknad av samma intellekt. Spelades båda av Olle Gustafsson i Sverige.
- Hummer-Dummer (Lobster Mobster) -  En skurkaktig hummer som liknar en stereotyp av en 1920-tals gangster. Har ofta som mål att ta över områden. Spelades av Roger Storm i Sverige.
- Räkan (Da Shrimp) - Hummer-Dummers korkade medhjälpare, en räka. Spelades av Bertil Engh i Sverige.
- Den elaka mantan (The Evil Manta) - En jättelik humanoid manta som av misstag blir frisläppt ur sitt fångenskap i en vulkan av Ariel. Avskyr allt som är gott och är högt ansedd som en inkarnation av ren ondska. Blir dock till synes omvänd i seriens sista avsnitt efter att Ariel räddat livet på honom. I samma avsnitt visar det sig att han har en son. Spelades av Roger Storm i Sverige.
- Hajga (Sharga) - Kejsaren över hajvaneserna, en ras humanoida hajar. Han är väligt lömsk och planerar att ta över Atlantica. Spelades av Roger Storm i Sverige.

## Avsnittsguide

### Säsong 1 (1992)
Visades i CBS på lördagsmorgnar.
- 1. Whale of a Tale  	(1992-09-11)
- 2. The Great Sebastian  	(1992-09-12)
- 3. Stormy  	(1992-09-19)
- 4. Urchin  	(1992-09-26)
- 5. Double Bubble  	(1992-10-03)
- 6. Message in a Bottle  	(1992-10-10)
- 7. Charmed  	(1992-10-17)
- 8. Marriage of Inconvenience  	(1992-10-24)
- 9. In Harmony  	(1992-10-31)
- 10. Thingamajigger  	(1992-11-07)
- 11. Red  	(1992-11-14)
- 12. Beached  	(1992-11-21)
- 13. Trident True  	(1992-11-28)
- 14. Eel-Ectric City  	(1992-12-05)

### Säsong 2 (1993)
Visades i CBS på lördagsmorgnar.
- 15. Resigned to It  	(1993-09-18)
- 16. Calliope Dreams  	(1993-09-25)
- 17. Save the Whale  	(1993-10-02)
- 18. Against the Tide  	(1993-10-09)
- 19. Giggles  	(1993-10-16)
- 20. Wish upon a Starfish  	(1993-10-23)
- 21. Tail of Two Crabs  	(1993-10-30)
- 22. Metal Fish  	(1993-11-06)
- 23. T'ank You for Dat, Ariel  	(1993-12-11)

### Säsong 3 (1994)
Visades i CBS på lördagsmorgnar.
- 24. Scuttle  	(1994-09-17)
- 25. King Crab  	(1994-09-24)
- 26. Island of Fear  	(1994-10-01)
- 27. Land of the Dinosaurs  	(1994-10-08)
- 28. Heroes  	(1994-10-15)
- 29. The Beast Within  	(1994-10-22)
- 30. Ariel's Treasures  	(1994-10-29)
- 31. A Little Evil  	(1994-11-26)

## Långfilmer
Hittills har tre filmer om Ariel släppts då den tredje handlar om Ariels syskon & uppväxt och vad som hände med hennes mamma.
- Den lilla sjöjungfrun (The Little Mermaid, 1989)
- Den lilla sjöjungfrun II – Havets hemlighet (The Little Mermaid II: Return to the Sea, 2000)
- Den lilla sjöjungfrun - Sagan om Ariel (The Little Mermaid III: Ariel's Beginning, 2008)

## Serietidningarnas värld
Sedan 1990 har mer än 300 serietidningsäventyr med den lilla sjöjungfrun producerats. Första gången ett sådant publicerades i Sverige var 1990 då serieversionen av den första filmen publicerades i Walt Disney's Serier nummer 5. 1993 kom ytterligare tre serier i seriealbumet "Den lilla sjöjungfrun".
Sedan år 2000 publiceras Ariel-serier regelbundet i flickmagasinet Disney's Prinsessan.

### Fotnoter
1. ↑  ”Den lilla sjöjungfrun”. Disneyania. http://www.d-zine.se/tv/ariel.htm. Läst 20 juli 2016.
2. ↑  ”Den lilla sjöjungfrun”. Svensk mediedatabas. http://smdb.kb.se/catalog/search?q=%22Den+lilla+sj%C3%B6jungfrun%22+typ%3Atv&sort=OLDEST. Läst 20 juli 2016.